# Llista d'asteroides/210201-210300
| Nom      | Designació provisional | Data de descobriment   | Lloc de descobriment | Descobridor/s            |
| -------- | ---------------------- | ---------------------- | -------------------- | ------------------------ |
| 210201 - | 2007 PU28              | 10 d'agost de 2007     | Kitt Peak            | Spacewatch               |
| 210202 - | 2007 PC29              | 15 d'agost de 2007     | Hibiscus             | S. F. Hönig, N. Teamo    |
| 210203 - | 2007 PP33              | 11 d'agost de 2007     | Socorro              | LINEAR                   |
| 210204 - | 2007 PQ33              | 11 d'agost de 2007     | Socorro              | LINEAR                   |
| 210205 - | 2007 PA37              | 13 d'agost de 2007     | Socorro              | LINEAR                   |
| 210206 - | 2007 PL39              | 15 d'agost de 2007     | OAM                  | La Sagra                 |
| 210207 - | 2007 QV                | 17 d'agost de 2007     | Bisei SG Center      | BATTeRS                  |
| 210208 - | 2007 QX7               | 21 d'agost de 2007     | Anderson Mesa        | LONEOS                   |
| 210209 - | 2007 QC8               | 21 d'agost de 2007     | Anderson Mesa        | LONEOS                   |
| 210210 - | 2007 QS12              | 16 d'agost de 2007     | XuYi                 | PMO NEO Survey Program   |
| 210211 - | 2007 QZ12              | 24 d'agost de 2007     | Kitt Peak            | Spacewatch               |
| 210212 - | 2007 RP1               | 4 de setembre de 2007  | RAS                  | A. Lowe                  |
| 210213 - | 2007 RP14              | 11 de setembre de 2007 | Winterthur           | M. Griesser              |
| 210214 - | 2007 RB27              | 4 de setembre de 2007  | Catalina             | CSS                      |
| 210215 - | 2007 RQ30              | 5 de setembre de 2007  | Anderson Mesa        | LONEOS                   |
| 210216 - | 2007 RA32              | 5 de setembre de 2007  | Catalina             | CSS                      |
| 210217 - | 2007 RZ32              | 5 de setembre de 2007  | Catalina             | CSS                      |
| 210218 - | 2007 RX37              | 8 de setembre de 2007  | Anderson Mesa        | LONEOS                   |
| 210219 - | 2007 RC47              | 9 de setembre de 2007  | Mount Lemmon         | Mount Lemmon Survey      |
| 210220 - | 2007 RN54              | 9 de setembre de 2007  | Kitt Peak            | Spacewatch               |
| 210221 - | 2007 RR60              | 10 de setembre de 2007 | Catalina             | CSS                      |
| 210222 - | 2007 RT89              | 10 de setembre de 2007 | Mount Lemmon         | Mount Lemmon Survey      |
| 210223 - | 2007 RC92              | 10 de setembre de 2007 | Kitt Peak            | Spacewatch               |
| 210224 - | 2007 RX93              | 10 de setembre de 2007 | Kitt Peak            | Spacewatch               |
| 210225 - | 2007 RA97              | 10 de setembre de 2007 | Mount Lemmon         | Mount Lemmon Survey      |
| 210226 - | 2007 RZ98              | 10 de setembre de 2007 | Kitt Peak            | Spacewatch               |
| 210227 - | 2007 RJ103             | 11 de setembre de 2007 | Catalina             | CSS                      |
| 210228 - | 2007 RT111             | 11 de setembre de 2007 | Kitt Peak            | Spacewatch               |
| 210229 - | 2007 RA113             | 11 de setembre de 2007 | Kitt Peak            | Spacewatch               |
| 210230 - | 2007 RF119             | 11 de setembre de 2007 | XuYi                 | PMO NEO Survey Program   |
| 210231 - | 2007 RH119             | 11 de setembre de 2007 | XuYi                 | PMO NEO Survey Program   |
| 210232 - | 2007 RV119             | 11 de setembre de 2007 | XuYi                 | PMO NEO Survey Program   |
| 210233 - | 2007 RV129             | 12 de setembre de 2007 | Mount Lemmon         | Mount Lemmon Survey      |
| 210234 - | 2007 RW137             | 14 de setembre de 2007 | Anderson Mesa        | LONEOS                   |
| 210235 - | 2007 RC142             | 13 de setembre de 2007 | Socorro              | LINEAR                   |
| 210236 - | 2007 RN146             | 15 de setembre de 2007 | Socorro              | LINEAR                   |
| 210237 - | 2007 RQ154             | 10 de setembre de 2007 | Catalina             | CSS                      |
| 210238 - | 2007 RX162             | 10 de setembre de 2007 | Kitt Peak            | Spacewatch               |
| 210239 - | 2007 RQ173             | 10 de setembre de 2007 | Kitt Peak            | Spacewatch               |
| 210240 - | 2007 RJ180             | 11 de setembre de 2007 | Catalina             | CSS                      |
| 210241 - | 2007 RM194             | 12 de setembre de 2007 | Kitt Peak            | Spacewatch               |
| 210242 - | 2007 RD203             | 13 de setembre de 2007 | Kitt Peak            | Spacewatch               |
| 210243 - | 2007 RB205             | 9 de setembre de 2007  | Kitt Peak            | Spacewatch               |
| 210244 - | 2007 RH209             | 10 de setembre de 2007 | Kitt Peak            | Spacewatch               |
| 210245 - | 2007 RG216             | 13 de setembre de 2007 | Pic du Midi          | Pic du Midi              |
| 210246 - | 2007 RC234             | 12 de setembre de 2007 | Catalina             | CSS                      |
| 210247 - | 2007 RJ234             | 12 de setembre de 2007 | Catalina             | CSS                      |
| 210248 - | 2007 RV235             | 12 de setembre de 2007 | Anderson Mesa        | LONEOS                   |
| 210249 - | 2007 RH241             | 10 de setembre de 2007 | Catalina             | CSS                      |
| 210250 - | 2007 RY242             | 15 de setembre de 2007 | Socorro              | LINEAR                   |
| 210251 - | 2007 RT243             | 13 de setembre de 2007 | Catalina             | CSS                      |
| 210252 - | 2007 RF257             | 14 de setembre de 2007 | Kitt Peak            | Spacewatch               |
| 210253 - | 2007 RM270             | 15 de setembre de 2007 | Mount Lemmon         | Mount Lemmon Survey      |
| 210254 - | 2007 RG275             | 13 de setembre de 2007 | Mount Lemmon         | Mount Lemmon Survey      |
| 210255 - | 2007 RY283             | 9 de setembre de 2007  | Mount Lemmon         | Mount Lemmon Survey      |
| 210256 - | 2007 RO284             | 11 de setembre de 2007 | Mount Lemmon         | Mount Lemmon Survey      |
| 210257 - | 2007 RK285             | 13 de setembre de 2007 | Mount Lemmon         | Mount Lemmon Survey      |
| 210258 - | 2007 RW285             | 14 de setembre de 2007 | Mount Lemmon         | Mount Lemmon Survey      |
| 210259 - | 2007 RO290             | 10 de setembre de 2007 | Mount Lemmon         | Mount Lemmon Survey      |
| 210260 - | 2007 RE291             | 14 de setembre de 2007 | Mount Lemmon         | Mount Lemmon Survey      |
| 210261 - | 2007 RM292             | 12 de setembre de 2007 | Mount Lemmon         | Mount Lemmon Survey      |
| 210262 - | 2007 RP295             | 14 de setembre de 2007 | Mount Lemmon         | Mount Lemmon Survey      |
| 210263 - | 2007 RC303             | 11 de setembre de 2007 | Kitt Peak            | Spacewatch               |
| 210264 - | 2007 SY2               | 16 de setembre de 2007 | Socorro              | LINEAR                   |
| 210265 - | 2007 SM5               | 18 de setembre de 2007 | Socorro              | LINEAR                   |
| 210266 - | 2007 SA6               | 21 de setembre de 2007 | Socorro              | LINEAR                   |
| 210267 - | 2007 SD17              | 30 de setembre de 2007 | Kitt Peak            | Spacewatch               |
| 210268 - | 2007 ST18              | 18 de setembre de 2007 | Anderson Mesa        | LONEOS                   |
| 210269 - | 2007 SB19              | 26 de setembre de 2007 | Mount Lemmon         | Mount Lemmon Survey      |
| 210270 - | 2007 TL2               | 4 d'octubre de 2007    | Kitt Peak            | Spacewatch               |
| 210271 - | 2007 TU2               | 2 d'octubre de 2007    | Majdanak             | S. Korotkiy, A. Sergeyev |
| 210272 - | 2007 TM7               | 7 d'octubre de 2007    | OAM                  | La Sagra                 |
| 210273 - | 2007 TD8               | 7 d'octubre de 2007    | RAS                  | A. Lowe                  |
| 210274 - | 2007 TH9               | 6 d'octubre de 2007    | Socorro              | LINEAR                   |
| 210275 - | 2007 TA12              | 6 d'octubre de 2007    | Socorro              | LINEAR                   |
| 210276 - | 2007 TU12              | 6 d'octubre de 2007    | Socorro              | LINEAR                   |
| 210277 - | 2007 TW13              | 7 d'octubre de 2007    | Socorro              | LINEAR                   |
| 210278 - | 2007 TJ29              | 4 d'octubre de 2007    | Kitt Peak            | Spacewatch               |
| 210279 - | 2007 TS29              | 4 d'octubre de 2007    | Kitt Peak            | Spacewatch               |
| 210280 - | 2007 TS39              | 6 d'octubre de 2007    | Kitt Peak            | Spacewatch               |
| 210281 - | 2007 TV43              | 7 d'octubre de 2007    | Mount Lemmon         | Mount Lemmon Survey      |
| 210282 - | 2007 TW43              | 7 d'octubre de 2007    | Mount Lemmon         | Mount Lemmon Survey      |
| 210283 - | 2007 TX43              | 7 d'octubre de 2007    | Mount Lemmon         | Mount Lemmon Survey      |
| 210284 - | 2007 TZ50              | 4 d'octubre de 2007    | Kitt Peak            | Spacewatch               |
| 210285 - | 2007 TS52              | 4 d'octubre de 2007    | Kitt Peak            | Spacewatch               |
| 210286 - | 2007 TZ55              | 4 d'octubre de 2007    | Kitt Peak            | Spacewatch               |
| 210287 - | 2007 TM60              | 6 d'octubre de 2007    | Kitt Peak            | Spacewatch               |
| 210288 - | 2007 TN60              | 6 d'octubre de 2007    | Kitt Peak            | Spacewatch               |
| 210289 - | 2007 TT67              | 8 d'octubre de 2007    | Anderson Mesa        | LONEOS                   |
| 210290 - | 2007 TE69              | 13 d'octubre de 2007   | Vallemare di Borbona | V. S. Casulli            |
| 210291 - | 2007 TE72              | 14 d'octubre de 2007   | Bergisch Gladbach    | W. Bickel                |
| 210292 - | 2007 TW79              | 6 d'octubre de 2007    | XuYi                 | PMO NEO Survey Program   |
| 210293 - | 2007 TD80              | 7 d'octubre de 2007    | Catalina             | CSS                      |
| 210294 - | 2007 TT92              | 5 d'octubre de 2007    | La Cañada            | J. Lacruz                |
| 210295 - | 2007 TM94              | 7 d'octubre de 2007    | Catalina             | CSS                      |
| 210296 - | 2007 TX94              | 7 d'octubre de 2007    | Catalina             | CSS                      |
| 210297 - | 2007 TF97              | 8 d'octubre de 2007    | Mount Lemmon         | Mount Lemmon Survey      |
| 210298 - | 2007 TE105             | 13 d'octubre de 2007   | Calvin-Rehoboth      | Calvin College           |
| 210299 - | 2007 TE109             | 7 d'octubre de 2007    | Catalina             | CSS                      |
| 210300 - | 2007 TP113             | 8 d'octubre de 2007    | Anderson Mesa        | LONEOS                   |